# Эмери, Энн
Энн Эмери (англ. Ann Emery; 12 марта 1930, Лондон — 29 сентября 2016, там же) — британская актриса, сестра актёра и комика Дика Эмери (Dick Emery).

## Биография
Окончила Школу миссис Смит для девочек и Школу Кона Рипмана. С ранних лет занималась танцами, весьма преуспела в чечётке, что позволило ей, в юном возрасте, получить свою первую роль Малыша в сказке «Дети в лесу» в Королевском театре Хаммерсмита.
Первую популярность ей принесла работа в детской телевизионной передаче Rentaghost Rentaghost телеканала ВВС в роли Этель Mикер, а также роль Этель Рокет в детской телевизионной программе Julia Jekyll and Harriet Hyde выходившей в эфир с 1995 по 1997 годы. В 2007 году на британские экраны выходит фильм Wednesday в котором она сыграла одну из главных ролей.
За время своей карьеры она выступала в различных ролях в театре, в том числе в знаменитой постановке Тревора Нанна «Моя прекрасная леди» (Королевский национальный театр и Королевский театр Друри-Лейн). Но самая известная роль Энн Эмери — это бабушка из мюзикла «Билли Эллиот». Она играла эту роль, начиная с премьеры в 2005 году, и последний раз она вышла на сцену в роли бабушки 8 ноября 2014 года в возрасте 84 лет. 28 сентября 2014 года сыграла бабушку в киноверсии мюзикла Билли Эллиот в Вэст Энде, эту постановку в прямом эфире транслировали практически все кинотеатры Соединённого Королевства, а позже эта запись постановки вышла на DVD и Blue-ray по всему миру. Идеальное попадание в роль в вокальном плане, в актёрской игре и хореографии. Энн Эмери не один раз отмечалась критиками и поклонниками мюзикла, как лучшая и непревзойденная актриса в этой роли.
Ещё одной заметной ролью актрисы стало её участие в знаменитом мюзикле Камерона Макинтоша Betty Blue Eyes, где она сыграла роль Мамы Диар. Роль была восторженно принята критиками в Лондоне.